# Cantonul Arles-sur-Tech
Cantonul Arles-sur-Tech este un canton din arondismentul Céret, departamentul Pyrénées-Orientales, regiunea Languedoc-Roussillon, Franța.

## Comune
- Amélie-les-Bains-Palalda
- Arles-sur-Tech (reședință)
- Corsavy
- La Bastide
- Montbolo
- Montferrer
- Saint-Marsal
- Taulis